# Kottenbutter

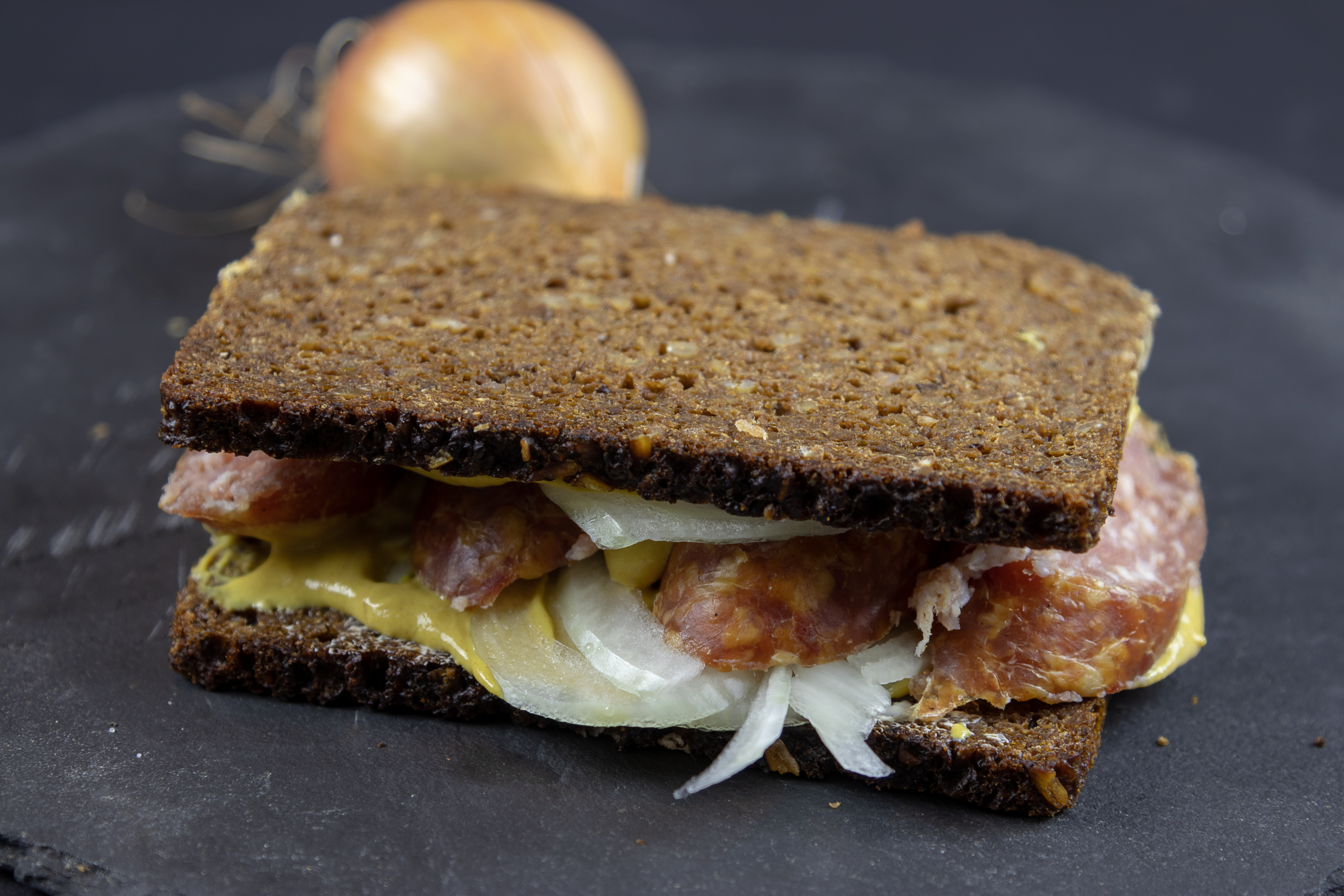
Kottenbutter

Kottenbutter (denominado también como Kottenbotter) es una especie de tosta untada con mantequilla elaborada con pan negro u oscuro. Se suele acompañar con una salchicha de cerdo ahumada (Kottenwurst), unas rodajas de cebolla cruda finamente cortadas y mostaza picante. Se trata de un aperitivo servido localmente en las áreas del río Wupper que recorre las ciudades de Remscheid, Wuppertal y Solingen. 